# Mühlethurnen
Mühlethurnen är huvudorten i kommunen Thurnen i kantonen Bern, Schweiz.
Mühlethurnen var tidigare en egen kommun, men sedan 1 januari 2020 ligger orten i kommunen Thurnen som bildades genom en sammanslagning av kommunerna Kirchenthurnen, Lohnstorf och Mühlethurnen.